# Uniwersytet Trnawski (1992)
Uniwersytet Trnawski (słow. Trnavská univerzita v Trnave) – słowacka publiczna uczelnia z siedzibą w Trnawie, utworzona 25 marca 1992. 
Nawiązuje nazwą do dawnego Uniwersytetu Trnawskiego, założonego w 1635 i przeniesionego w 1777 do Budy, lecz nie jest jego prawnym kontynuatorem (jest nim Uniwersytet Loránda Eötvösa w Budapeszcie).
Posiada następujące wydziały:
- Wydział Filozoficzny (Filozofická fakulta)
- Wydział Prawniczy (Právnická fakulta)
- Wydział Teologiczny (Teologická fakulta)
- Wydział Pedagogiczny (Pedagogická fakulta)
- Wydział Nauk o Zdrowiu i Pracy Socjalnej (Fakulta zdravotníctva a sociálnej práce)